# Nea Moudaniá

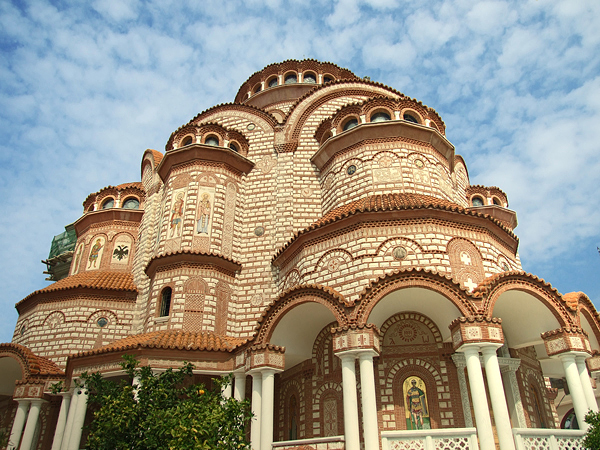
Iglesia de Nea Moudania.

Nea Moudania (en griego: Νέα Μουδανιά; a menudo referida como Moudania, que es el nombre de la unidad municipal a la que pertenece la ciudad, es la sede del municipio de Nea Propontida, Calcídica, Grecia. La ciudad está situada a 60 km al sur de Tesalónica y es considerada como el centro financiero y comercial de la unidad regional de la Calcídica, así como su localidad más poblada. Fue construido después de 1922 por refugiados griegos de Anatolia que quería darle el nombre de su ciudad natal (ahora Moudania, Turquía), por lo tanto la adición de la palabra nea, que significa nuevo en griego. Nea Moudania aloja el Departamento de Pesca y Tecnología de la Acuicultura del Instituto Educativo Tecnológico Alexander de Salónica. La ciudad también cuenta con un puerto auxiliar al de Salónica.

## Deportes
La POM (Asociación Panatlética de Moudania) es el único club deportivo de Nea Moudania, cuyo equipo de fútbol juega en el Delta Ethniki, mientras que el equipo de voleibol juega en el A2 Ethniki Volleyball.

## Demografía
| Año  | Población |
| ---- | --------- |
| 1981 | 4,142     |
| 1991 | 4,403     |
| 2001 | 6,475     |
| 2011 | 9.342     |